# 乡村音乐
鄉村音樂（英語：Country music），也稱為鄉村與西部（英語：Country and Western）或簡稱為鄉村（英語：Country），是一種當代的流行音樂，起源於美國南部與阿帕拉契山脈山區。鄉村音樂的根源可追溯至1920年代，融合了傳統民謠音樂、凱爾特音樂、福音音樂、藍調及美國民間音樂。1940年代，當鄉巴佬音樂地位漸衰時，鄉村音樂開始興起，人們還以統一的術語「鄉村音樂」來稱呼這種音樂。1970年代，這一稱呼更大大普及，並在世界各地取代了「鄉村與西部」這一稱呼。

## 起源
鄉村音樂這個術語有時還被用來描述許多風格和其他子流派音樂風格。鄉村音樂的起源是美國工人階級的民間音樂，融合了流行歌曲、愛爾蘭和凱爾特的小提琴曲、傳統英國民謠和美國西部牛仔歌曲，以及來自歐洲移民社區的各種音樂傳統。歷史紀錄上，藍調音樂模式已被廣泛應用於鄉村音樂。

## 歷史
鄉村音樂最早出現在1920 年代。當時，融合了阿帕拉契音樂、凱爾特民謠和藍調的「鄉巴佬」（hillbilly）音樂開始成形。此時的藝人有被稱為「鄉村音樂之父」的吉米·羅傑斯、卡特家族等。1930年代到1940年代，廣播成為一種流行的娛樂來源，以鄉村音樂為特色的穀倉舞蹈節目在南方各地開始流行，同時鄉村音樂受到美國南方文化、西部牛仔文化影響漸深。此時的音樂流派包括酒館鄉村樂、重視弦樂器的藍草音樂，和受爵士樂影響的西部搖擺樂等。知名藝人包括「歌唱牛仔」金·奧崔和漢克·威廉斯等。
1950年代到1960年代，主流鄉村音樂產業以田納西州納什維爾為中心蓬勃發展。1950年代鄉村音樂受到早期搖滾影響形成了洛卡比里，塑造了包括強尼·凱許和貓王在內的巨星。1960年代英倫入侵後，逐漸發展成熟的搖滾樂也和鄉村音樂融合形成鄉村搖滾，影響了老鷹樂團和清水合唱團等樂團。
1970年代至1980年代的鄉村音樂大約可以分成兩支：源自納什維爾、民間音樂和軟搖滾的鄉村流行音樂，以源自貝克斯菲爾德音樂、帶著對主流鄉村音樂反叛意味的叛道鄉村。1970年代初期，歌手兼吉他手約翰·丹佛發行了一系列融合鄉村和民謠搖滾音樂風格的歌曲，並取得了巨大成功。隨侯鄉村藝人們的唱片繼續在流行音樂排行榜上得到出色表現，而受到叛道鄉村的影響，亦衍生出了德州鄉村等流派。
1980年代中期，一群新創作者開始出現，他們拒絕了廣播和排行榜上流行的更為精緻的鄉村流行音樂，轉而使用更傳統的樂器及服裝風格，是為新傳統鄉村。到了1990年代，Uncle Tupelo等受到龐克搖滾及另類搖滾影響的樂團形成了另類鄉村音樂。雖然不被主流的廣播媒體青睞，但另類鄉村及Americana等強調根源性的鄉村音樂仍在後續數十年持續發展，如克里斯·特普爾頓等人。
2000年後，主流鄉村音樂受到其他音樂類型的影響更為顯著，知名鄉村歌手包括懷舊女郎、盧克·布萊恩、泰勒絲等，此時鄉村音樂和搖滾、流行等流派的差異主要反映在表演者的服裝和歌曲的文化脈絡上，而非音樂本身。其他融合流派如鄉村饒舌也在此時出現，唱片騎師Avicii亦嘗試融合電子音樂和鄉村、民謠等音樂風格。

## 影響
鄉村音樂出了兩位十分知名的暢銷歌手。一位是艾維斯·普里斯萊，人稱貓王，同時也是新音樂類型「搖滾樂」的代表人物。另一位，當代音樂家葛司·布魯克斯（Garth Brooks），擁有一億兩千八百萬專輯銷售量，則是美國史上最暢銷的歌手。他個人就擁有六張鑽石唱片，和披頭四樂團並列為擁有最多鑽石唱片的藝人。
瑞典已故電子音樂人、唱片騎師和詞曲作家「 Avicii 」 的電子音樂就融合了多種鄉村、搖滾、爵士等創新的曲風嘗試，如歌曲《Wake me up》，融合了鄉村藍調與電音的元素來創作的。